# Comuna Mohîleanî, Ostroh
Mohîleanî (în ucraineană Могиляни) este o comună în raionul Ostroh, regiunea Rivne, Ucraina, formată din satele Cerneahiv și Mohîleanî (reședința).

## Demografie
Componența lingvistică a comunei Mohîleanî
     Ucraineană (98,98%)
     Alte limbi (0,96%)
Conform recensământului din 2001, majoritatea populației comunei Mohîleanî era vorbitoare de ucraineană (98,98%), existând în minoritate și vorbitori de alte limbi.